# 大牧冨士夫
大牧 冨士夫（おおまき ふじお、1928年（昭和3年） - 2021年（令和3年）1月15日）は、日本の文学研究者・郷土史研究者・小説家。

## 略歴
1928年（昭和3年）、岐阜県の揖斐川上流、旧徳山村漆原（下開田地区）に生まれ育つ。太平洋戦争末期を新潟県の村松陸軍少年通信兵学校で過ごす。戦後は、岐阜大学卒業後、岐阜市での業界紙記者などを経て、1963年（昭和38年）より故郷の徳山村で教鞭をとる。この間、中野重治に関する論文を『新日本文学』などに発表する。その傍ら、郷土史に興味を寄せ、『徳山村史』の編集執筆などに携わる。1985年（昭和60年）、徳山ダム建設に先立ち、徳山村を離村。1980年に『中野鈴子全詩集』の解題、年譜を書いて編集に加わった。離村後も、中野鈴子（中野重治の妹）研究の第一人者として活発な文芸活動を行い、同人誌『遊民』に参加した。小・中学校の教員を長く務め、北方町の北方中学校を最後に退職した。2021年（令和3年）1月15日、新型コロナウイルス感染による誤嚥性肺炎のため、岐阜市内の病院で死去、92歳。

## 著書
- 『徳山村史』（共著）
- 『郷土資料── 揖斐郡徳山村方言』（岐阜大学教育学部の編集発行）
- 『たれか故郷をおもわざる』（ブックショップマイタウン、1990）
- 『徳山ダム離村記』（ブックショップマイタウン、1991）
- 『研究中野重治』（共著）
- 評論集『三頭立ての馬車』（共著）
- 『中野鈴子　付遺稿・私の日暮らし、他』幻野工房、1997
- 『ぼくの家には、むささびが棲んでいた ——徳山村の記録』（編集グループSURE）
- 『あのころ、ぼくは革命を信じていた　――敗戦と高度成長のあいだ』（編集グループSURE）
- 『ぼくは村の先生だった──村が徳山ダムに沈むまで』（編集グループSURE）

## 活動
- 中野重治の会
- 新日本文学会（2005年解散）
- 遊民社